# Rodalies Barcelona

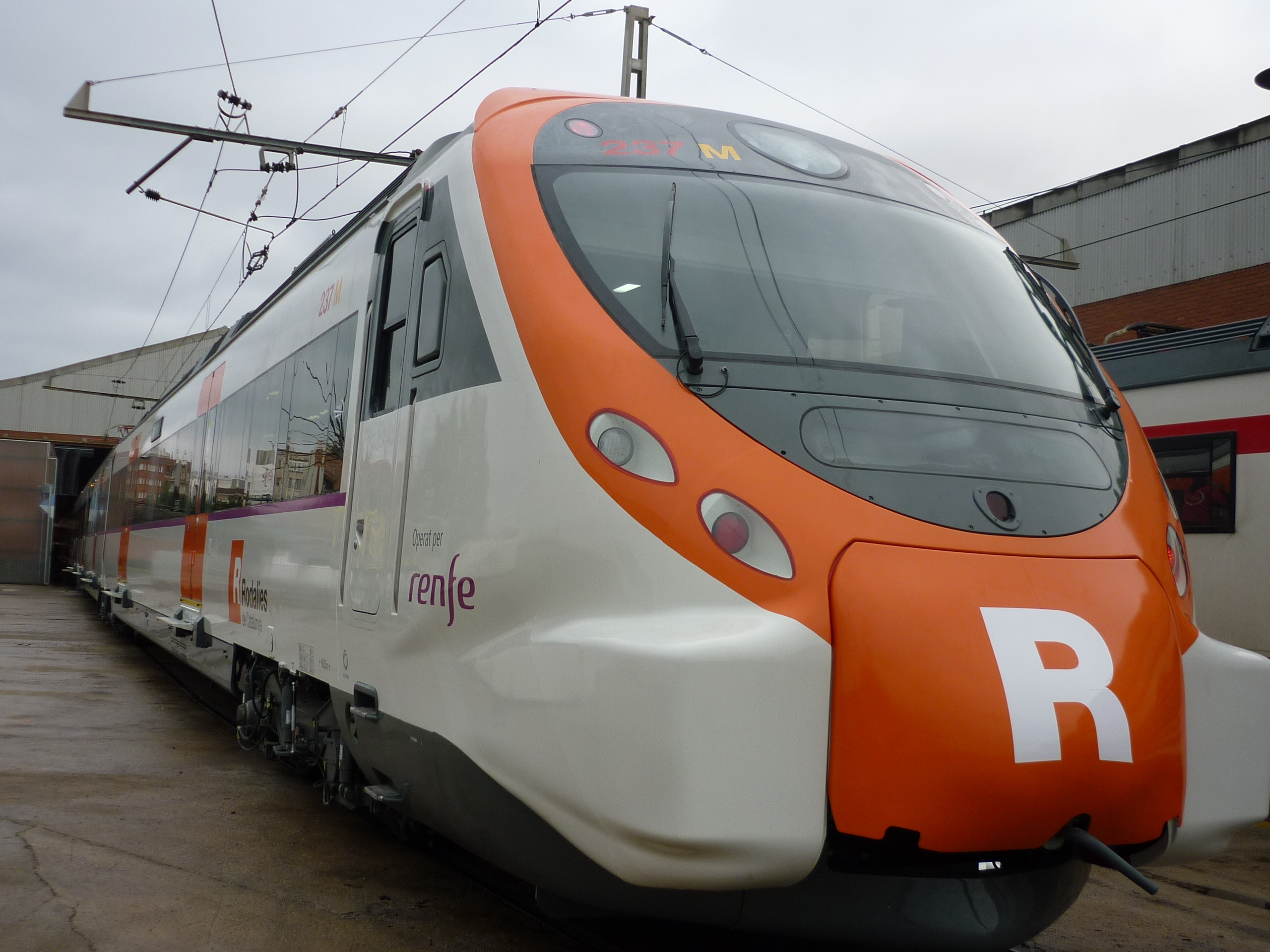
Egy RENFE "Civia" Rodalies vonat

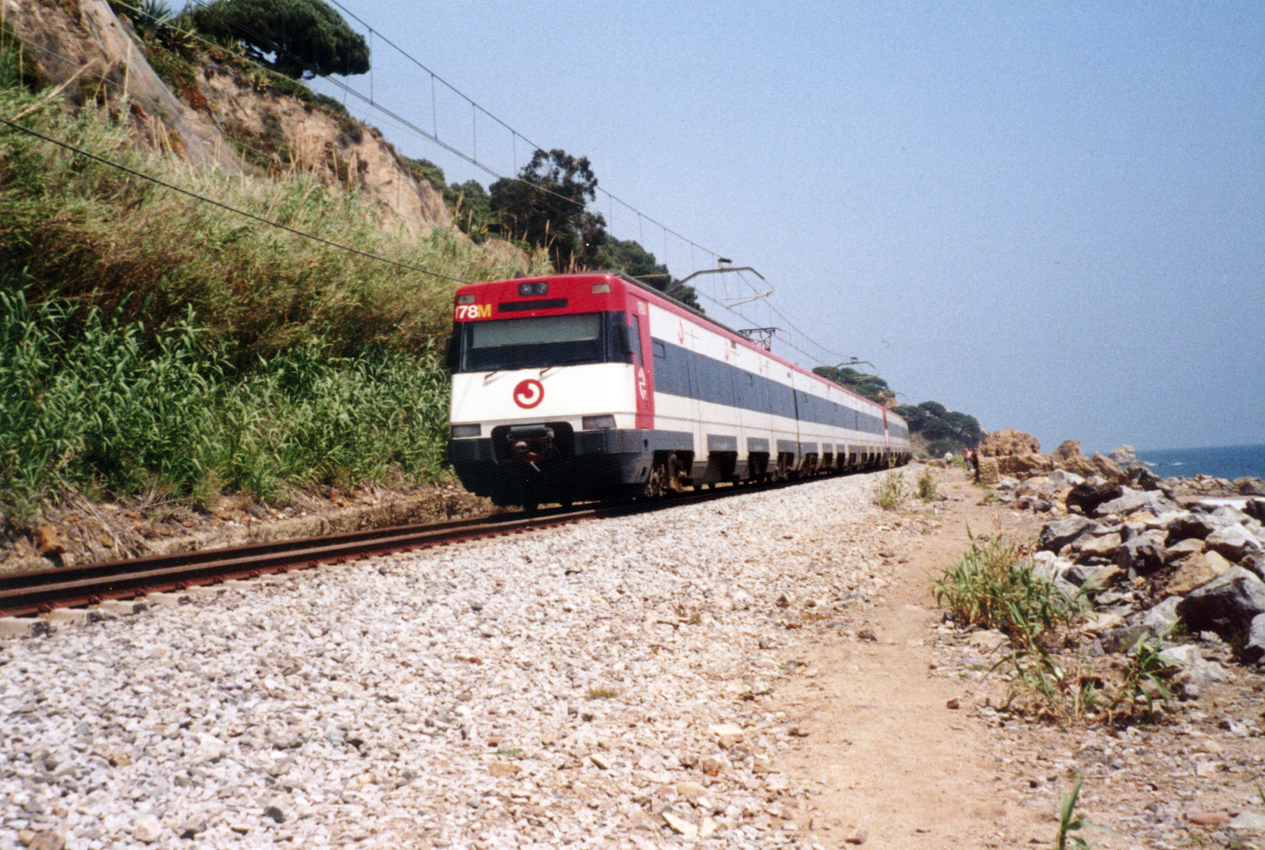
Rodalies vonat (447 sorozat) Calella és Sant Pol de Mar között

A Rodalies Barcelona Barcelona elővárosi közlekedési hálózata. A hálózat összesen 15 vonalból áll, melyen 228 állomás található.

## Vonalak
| Járat | Útvonal |
|       | Molins de Rei - L'Hospitalet del Llobregat - Mataró - Arenys de Mar - Calella - Blanes - Maçanet-Massanes                        |
|       | Aeroport - Granollers Centre - Sant Celoni - Maçanet-Massanes                                                                    |
|       | Castelldefels - Granollers Centre                                                                                                |
|       | Sant Vicenç de Calders - Vilanova i Geltrú - Castelldefels - Estació de França                                                   |
|       | L'Hospitalet del Llobregat - Granollers Canovelles - La Garriga - Vic - Ripoll - Ribes de Fresser - Puigcerdà - La tor de Querol |
|       | Sant Vicenç de Calders - Vilafranca del Panedès - Martorell - L'Hospitalet del Llobregat - Sabadell - Terrassa - Manresa         |
|       | Sant Andreu Arenal - Cerdanyola Universitat                                                                                      |
|       | Martorell - Granollers Centre (vía Cerdanyola Universitat)                                                                       |

## FGCvonalak

### Barcelona–Vallès-vasútvonal
| Járat | Útvonal                                                       |
|       | Barcelona-Plaça Catalunya - Sant Cugat - Terrassa-Rambla      |
|       | Barcelona-Plaça Catalunya - Sant Cugat - Sabadell-Rambla      |
|       | Barcelona-Plaça Catalunya - Sant Cugat - Rubí                 |
|       | Barcelona Plaça Catalunya - Sant Cugat - Universitat Autónoma |

### Llobregat–Anoia-vasútvonal
| Járat | Útvonal                                                                                             |
|       | Barcelona-Plaça Espanya - Can Ros                                                                   |
|       | Barcelona-Plaça Espanya - Martorell Enllaç - Olesa de Montserrat                                    |
|       | Barcelona-Plaça Espanya - Martorell Enllaç                                                          |
|       | Barcelona-Plaça Espanya - Martorell Enllaç - Aeri de Montserrat - Monistrol de Montserrat - Manresa |
|       | Barcelona-Plaça Espanya - Martorell Enllaç - Igualada                                               |
|       | Barcelona-Plaça Espanya - Martorell Central - Aeri de Montserrat - Manresa (Semidirect)             |
|       | Barcelona-Plaça Espanya - Martorell Central - Igualada (Semidirect)                                 |

## Járművek
Barcelona elővárosi hálózatán az alábbi járművek közlekednek:
- 463, 464, 465 (Civia) sorozat
- 447 sorozat
- 450 sorozat
- 451 sorozat